# Abelsorden
Abelsorden var i mitten av 1700-talet ett ordenssällskap i Greifswald. Dess medlemmar, abeliterna, förpliktade sig att likna Abel i redlighet och uppriktighet samt begagnade sig liksom frimurarna av hemliga tecken och symboler. De lade fram sina åsikter i skriften Der Abelit (1746).